# One Island East
One Island East – wieżowiec w Hongkongu, w Chinach. Budynek ma wysokość 308 m. Budowla ma 70 kondygnacji. Budowę ukończono w 2008.